# Piero Romero
Piero Romero Bassallo (Lima, 22 de febrero de 2005) es un futbolista peruano. Juega como extremo derecho y su equipo actual es el Fútbol Club San Marcos de la Liga 2 de Perú.

## Trayectoria
Realizó sus divisiones menores en Sporting Cristal. El 2022 pasaría al equipo de reserva de Universitario de Deportes.
Para el 2024 se marcharía como jugador libre al FC San Marcos para afrontar la Liga 2 de Perú.Jugó un total de 11 partidos, sin lograr ascender a la Liga 1.

## Clubes
| Club                   | País | Año        |
| ---------------------- | ---- | ---------- |
| Fútbol Club San Marcos | Perú | 2024 - Act |